# 스포트 잉글랜드
스포트 잉글랜드(Sport England, 예전 이름은 잉글랜드 스포츠 협회, 잉글리시 스포츠 카운슬, English Sports Council)은 잉글랜드의 커뮤니티 스포츠에 관한 상담, 홍보, 투자 활동을 하는 기관이다.
2012년까지 200만 명의 사람들을 더 스포츠 활동에 참가하도록 만드는 것이 목표이다.
스포트 잉글랜드의 운영 자금은 내셔널 로터리의 HM 트레저리에서 나오고 있다. 1994년 이래로, 로터리 펀드에서 20억 파운드, 익스체커(Exchequer)에서 3억 파운드를 지원받아 잉글랜드의 스포츠 활동에 투자하고 있다.
현재, 스포트 잉글랜드의 회장은 데릭 맵(Derek Mapp)이며, 최고경영책임자는 제니 프라이스(Jennie Price)이다.
스포트 잉글랜드는 9개의 지부로 나뉜다. 9개의 지역 스포츠 위원회(Regional Sports Boards, RSB)가 관장한다. 각 지역은 지역별 자금 분배 권한이 있으며, 지역 유관 기관, 스포츠 클럽 및 기타 조직과 긴밀히 협조해 일을 진행하고 있다.
스포트 잉글랜드의 위탁을 받은 내셔널 스포츠 센터가 5개가 있다.
스포트 잉글랜드는 사람들로 하여금 스포츠 활동과 레크레이션 활동에 더욱 정진하도록 하는 소셜 마케팅 캠페인을 펼치기 위해 다른 여러 기관과 협력해 일하고 있다. 이 캠페인의 이름은 "에브리데이 스포트"이다.

## 같이 보기
- 스포츠마크